# معركة مرعش (953)
معركة مرعش هي معركة وقعت سنة 953 قرب مدينة مرعش بين قوات الإمبراطورية البيزنطية والحمدانيين بقيادة سيف الدولة الحمداني، وانتصر فيها الحمدانيون.

## خلفية
كان سيف الدولة الحمداني العدو الرئيسي للبيزنطيين في الشرق، وقد قيل في نهاية حياته أن الدولة كانت قد خاضت أربعين معركة ضد البيزنطيين  ومع ذلك؛ وعلى الرغم من هذه غاراته المتكررة والمدمرة على محافظات الحدود البيزنطية وعلى آسيا الصغرى وانتصاراته في ساحات المعارك، إلا أن نمط معاركه كان في جوهره دفاعيًا، حيث لم يحاول تحدي السيطرة البيزنطية على الممرات الجبلية أو أن يعقد التحالفات مع الحكام المحليين لمحاولة دحض الفتوحات البيزنطية، حيث كان سيف الدولة حاكمًا لإمارة صغيرة ليس بإمكانها مجاراة الإمبراطورية البيزنطية، ووفقًا للمصادر العربية: أن الجيش البيزنطي يفوق عدده 200,000 بينما أكبر عدد لقوات سيف الدولة كان 30,000  تأثرت نظرة سيف الدولة الإستراتيجية نظراً لأن أصله من الجزيرة العربية وخلافاً لمعظم ما ذكره التاريخ لحكام منطقة الشام , فإن سيف الدولة أهمل بناء أسطول بحري ولم يعطي أي اهتمام لمنطقة البحر المتوسط .
في عام 949 قام سيف الدولة بالإغارة على قلعة ليوكاندس ولكنه اضطر للعودة، وقام البيزنطيين باحتلال مرعش والإيقاع بأهل طرسوس ومغادرة أنطاكية.

في السنة التالية قاد سيف الدولة قوة كبيرة نحو الأراضي البيزنطية للإطاحة بقلعة ليكاندس وتشارسيانون ، ولكن عند عودته تعرض هو ورجاله لكمين مريع من قبل ليو فوقاس في الممرات الجبلية والتي سُميت هذه الغزوة فيما بعد غزوة المصيبة، وخسر فيها سيف الدولة 8000 رجلٍ من رجاله وبالكاد استطاع أن ينجو بنفسه.
بالرغم من ذلك فقد رفض سيف الدولة الحمداني اقتراح السلام من قبل البيزنطيين وبدأ بشن غارة ضد ليكاندوس وملطية وأصر على ذلك حتى أجبرته بداية فصل الشتاء على الانسحاب، وفي السنة التالية ركز اهتمامه على إعادة بناء قلاع منطقة قليقية وشمالي سوريا بما فيها مدينتي مرعش والحدث ، وفي هذه الأثناء شن برداس فوكاس حملة لإيقاف تلك الأعمال ولكنه هُزم.

## أحداث المعركة
في عام 953 م شن برداس فوكاس حملة آخرى على مدينة مرعش، وعلى الرغم من أنه كان يملك جيشًا أكبر بكثير تحت أمرته إلا أنه هُزم أيضاً بالقرب من مدينة مرعش، وقام الحمدانيون بالاحتفال بالنصر فيها، وأتوا بالمداحين والشعراء والخطباء.
لم يخسر القائد البيزنطي في هذه المعركة وحسب؛ بل فقد ابنه الأصغر؛ حيث وقع أسيرُا في أيدي الحمدانيين، وفي السنة التي تليها قاد برداس حملة أخرى وهُزم فيها أيضاً مما سمح لسيف الدولة بإنهاء إعادة التحصينات لمدينة سميساط، كما إن سيف الدولة استطاع الصمود أمام هجمة أخرى للبيزنطيين في العام 955م.